# Дудка Валерій Олександрович
Вале́рій Олекса́ндрович Ду́дка (1 жовтня 1964, Оріхів, СРСР — 14 червня 2004, Харків, Україна) — радянський та український футболіст, що виступав на позиції воротаря. Відомий перш за все завдяки виступам у складі харківських «Металіста» та «Маяка», кременчуцького «Кременя» та низки інших клубів.

## Життєпис
Валерій Дудка народився у містечку Оріхів Запорізької області, де тренувався під орудою брата. Згодом навчався у ДЮСШ «Металург» (Запоріжжя), де його першим тренером був Петро Тищенко. До армії грав за аматорський клуб «Автомобіліст» (Запоріжжя) та сумський «Фрунзенець». Військову службу проходив у спецназі повітряно-десантних військ, брав участь у війні в Афганістані, отримав легку контузію. Після війни намагався влаштуватися у запорізькому «Металурзі», однак до команди його не зарахували. Згодом Микола Каштанов та Валерій Марченко, колишні запоріжці, що мешкали у Харкові, порадили Дудку до команди другої ліги «Маяк», звідки у 1990 році Леонід Ткаченко забрав талановитого голкіпера до «Металіста». У цій команді Валерій Дудка зіграв 34 матчі у вищій лізі чемпіонату СРСР.
Після розпаду СРСР Дудка грав у кременчуцькому «Кремені», сумському СБТС, футбольному клубі «Миколаїв», олександрійській «Поліграфтехніці» та криворізькому «Кривбасі». У складі останніх дійшов до півфіналу Кубка України 1997/98. Після завершення активних виступів брав участь у ветеранських змаганнях, грав за команду «АВЕК».
14 червня 2004 року трагічно загинув під колесами авто. З 2005 року в Оріхові проводиться турнір пам'яті Валерія Дудки.

## Родина
- Брат — Олег Дудка, викладач фізичної культури навчально-виховного комплекса імені академіка Лазаряна, організатор турніру імені Валерія Дудки та його перший тренер.